# Modo de produção escravista
O modo de produção escravista surgiu como ferramenta econômica principal no Egito Antigo,  sendo continuado por todos os impérios posteriores : império babilônico, império persa, império macedônico e império romano . Foi o modo de produção praticado por todo o Império Romano.
Na Grécia Antiga havia a separação das Cidades; já que a Grécia tem um terreno muito 'repicado', montanhoso e ilhado, isso dificultava a comunicação pelas mesmas. Assim, as cidades-Estado mantinham a mesma cultura, religião e língua, só não havia um governo que dominasse toda a população. Nas cidades-Estado, havia a sua separação por genos, onde um homem era proclamado como parte da  famílias e organizava toda a população que ali vivia. Com o aumento das populações nos genos e o surgimento da propriedade privada, os parentes mais próximos dos chefes dos genos ficaram com as melhores terras, ficando com as piores terras os marginalizados as épocas mais afastados.
Com a diminuição  das famílias nobres, eram necessários mais terras e mais gente para trabalhar no cultivo dessas terras. Esse problema era resolvido com guerras de conquista: guerreava-se com povos vizinhos e os escravizavam. Esses escravos eram propriedades do Estado e eram cedidos aos nobres para o trabalho em suas terras. Um cidadão não-estrangeiro também poderia se tornar escravo de alguém, se adquirisse dessa pessoa uma dívida da qual não pudesse pagar.
Assim, o trabalho passou a ser uma exclusividade dos escravos e dos pequenos camponeses. Então, fica evidente a importância que o trabalho escravo tinha para esses povos, já que ele se tornou a base de suas economias. Para se ter uma ideia dessa importância, basta ressaltar que Atenas chegou ao ponto de ter 20.000 cidadãos, 10.000 metecos (como eram chamados os estrangeiros) e 400.000 escravos, uma média de 20 escravos por cidadão (levando-se em conta que só eram considerados cidadãos os homens adultos livres). Nas Américas a exploração econômica começou com a escravidão branca, seja ela indígena ou de endividados.